# Javier Limón
Javier Limón (Madrid, 1973) és un compositor, productor i guitarrista espanyol dedicat sobretot al flamenc. Té una trajectòria dilatada amb importants premis i discos d'èxit d'artistes com Concha Buika, Bebo Valdés, Diego el Cigala, Andrés Calamaro o Nella.

## Trajectòria
Cursa estudis clàssics de piano i oboè al conservatori de música de Madrid. Posteriorment complementa la seva formació amb l'estudi de les seves arrels andaluses i flamenques, la qual cosa li situa com una referència internacional de la música, tant en la faceta de compositor com en la de productor. Actualment està especialitzat en flamenc, jazz, latin jazz i músiques del món.
Les característiques principals en la carrera de Javier Limón són la versatilitat en les diferents tasques que ha assumit (compositor, guitarrista, productor, professor, bandes sonores, presentador de TV etc...) i la diversitat tant als països i cultures com en els estils en els quals ha aprofundit (flamenc, jazz, Grècia, Portugal, l'Índia, Turquia, Israel, Holanda i gairebé tots els països de Llatinoamèrica).

## Discografia
Ha compost i produït més de 100 discos per a artistes com Paco de Lucía, Wynton Marsallis, Joe Lovano, Joan Manuel Serrat, Caetano Veloso, Juan Luis Guerra, Tom Harrel, Alejandro Sanz, Alicia Keys, Enrique i Estrella Morente, José Mercé, Bebo Valdés, Buika, Ana Belén, Andrés Calamaro, Jerry González, Diego El Cigala, Mariza, Elephteria Arvanitakis, Anoushka Shankar, Aynur Dogan, Luz Casal…
Aquesta àmplia discografia ha estat editada tant per companyies multinacionals o independents com per la seva pròpia productora discogràfica Casa Limón on Javier desenvolupa projectes especials i d'avantguarda, i que s'ha convertit en un segell de qualitat. També ha participat en els següents festivals: North Sea Jazz Festival, Montreux Jazz Festival, Barcelona Jazz Festival, Madrid Jazz Festival, Valencia Eclectic Festival, Vitoria Jazz Festival, Midem Festival a Canes, Jazz Festival d'Estambul, etc.

## Ensenyament
Javier Limon porta anys impartint classes de producció, composició flamenca, i escriptura de cançons en la prestigiosa universitat Berklee College of Music de Boston. És a més director del Mediterranean Music Institute situat a València i lligat al Berklee i de la iniciativa BERKLEE LLATÍ que promou l'ensenyament de músiques llatines.

## Comunicador
Paral·lelament ha desenvolupat una carrera com a comunicador en programes de televisió especialitzats en música. En el programa entre2agua va viatjar per tot el món entrevistant els grans mestres dels diferents estils de la música com Chick Corea, Juanjo Domínguez, Djavan, Avishai o Abreu. Javier Limon ha participat també en el programa "un lloc anomenat món", dirigit per David Trueba emès en Canal plus en format televisió i a Europa FM en format radio. En aquest programa, grups varis comparteixen actuació i col·laboren junts.
A més Javier Limón col·labora habitualment en programes com el de Julia Otero o Toni Garrido i escriu un blog en la secció de cultura del periòdic El País.
El juny de 2011 a Nova York en la setena gal·la Women Together, va rebre en Les Nacions Unides un premi per la seva labor de divulgació del flamenc internacionalment.

## Productor
La trajectòria de Javier Limón com a productor inclou 8 premis Grammy per treballs com Cositas buenas (Paco de Lucía), El corazón de mi gente (Pepe de Lucía), Lágrimas negras (Bebo Valdés i Diego el Cigala), Bebo (Bebo Valdés), Juntos para siempre (Bebo y Chucho Valdés), El último trago (Buika) entre d'altres, així com al millor productor de l'any 2004.
Al seu torn ha rebut altres guardons com els Premis de la Música per Lágrimas negras (Bebo Valdés y Diego El Cigala), Cositas buenas (Paco de Lucía) i Mi niña Lola (Buika).
La seva discografia conté més de 80 treballs que inclouen artistes com: Remedios Amaya, Montse Cortés, Pepe de Lucía, Jerry González, Niño Josele, Diego El Cigala, El Potito, Bebo Valdés, Paco de Lucía, Enrique Morente, David Broza, Andrés Calamaro, Luz Casal, La Tana, Victoria Abril, La Negra, Buika, José Luis Perales, Ana Belén, Lolita, Antonio Serrano, Sole Giménez, Mariza, Los Guapos, Ainhoa Arteta, Hip Hop Roots, Chucho Valdés, Elisabeth Ayoub, Eleftheria, Yasmin Levy, Ondina Maldonado, Antonio Orozco, Estopa, La Shica, Ivan Melón Lewis, Wynton Marsalis, Sandra Carrasco, Anoushka Shankar, Joan Manuel Serrat y Joaquín Sabina, José Mercé, Ariadna Castellanos i Magos Herrera.

## Bandes sonores que ha compost
- 2004- "El milagro de Candeal" de Fernando Trueba amb Carlinhos Brown
- 2006- “Bienvenido a casa” de David Trueba amb Pilar López de Ayala i Alejo Sauras
- 2007- “La crisis carnívora” de Pedro Rivero amb Enrique San Francisco i Jose Coronado
- 2008- “Ese beso” de Kamala Lopez amb Lia Chapman
- 2008- “Solo quiero caminar” d'Agustín Diaz Yanes amb Diego Luna, Elena Anaya, Ariadna Gil i Victoria Abril
- 2008- “Manolete” de Menno Meyjes amb Penolopez Cruz y Adrien Brody
- 2011- “La piel que habito” de Pedro Almodóvar amb Antonio Banderas i Elena Anaya
- 2013- "Ismael" de Marcelo Piñeiro amb Belén Rueda i Mario Casas
- 2018- "Todos lo saben" d'Ashgar Farhadi amb Penélope Cruz i Javier Bardem

## Premis
- Grammy Llatí Al Millor Àlbum Flamenc “El Corazón De Mi Gente” 2003. Pepe de Lucia.
- Premis Amigo 2003 Millor Àlbum Flamenc “Lágrimas Negras” Bebo Valdés i Diego el Cigala.
- Grammy Llatí Productor de l'Any 2004.
- Grammy Llatí Al Millor Àlbum Flamenc “Cositas Buenas” 2004 Paco De Lucía.
- Grammy Llatí Al Millor Àlbum Tropical Tradicional “Lágrimas Negras” 2004 Bebo Valdés i Diego el Cigala.
- Premio de la Música Millor Productor Artístic “Lágrimas Negras” 2004 Bebo Valdés i Diego el Cigala.
- Premio de la Música Millor Àlbum De Jazz “Lágrimas Negras” 2004 Bebo Valdés i Diego el Cigala.
- Nominació al Grammy Llatí Millor Àlbum De Jazz Llatí “Jerry González Y Los Piratas Del Flamenco” 2004 Jerry González.
- Premio de la Música Millor Enginyer de So “Cositas Buenas” 2005 Paco De Lucía.
- Nominació al Goya a la millor cançó original 2006 Por “Bienvenido A Casa” De David Trueba.
- Nominació al Grammy Llatí Millor Àlbum Flamenc “Limón” 2006 Javier Limón.
- Grammy Llatí Al Millor Àlbum Instrumental “Bebo” 2006.
- Premio de la Música Millor Productor Artístic “Mi Niña Lola” 2007 Concha Buika.
- Nominació al Grammy Llatí Millor Àlbum Vocal Pop Femení “Anatomía”.
- Nominació al Grammy Llatí Millor Àlbum Cantautor “Navegando Por Ti” 2007 José Luis Perales.
- Nominació al Grammy Llatí Millor Productor de l'Any Javier Limón per “La Falsa Moneda”, Tema inclòs a “Niña De Fuego” De Buika 2009.
- Grammy al Millor Àlbum De Jazz Llatí “Juntos Para Siempre” 2009 Bebo Valdés i Chucho Valdés.
- Nominació a Millor Àlbum De Cançó Espanyola als Premis de la Música 2009 per “Niña De Fuego” Buika.
- Nominació al Millor Arreglista als Premis de la Música 2009 per les cançons “Agua De Limón” i “Falsa Moneda”.
- Nominació al Millor Productor Artístic als Premis de la Música 2009 per “La Felicidad” De Sole Giménez, “La Vida” De Ainhoa Arteta, “Niña De Fuego” de Buika i “Son De Limón” De Javier Limón.
- Grammy Llatí al Millor Àlbum Tropical Tradicional “El Último Trago” 2010 Concha Buika.
- Premi Women Together 2011 per la seva labor de divulgació del Flamenc.
- Grammy Llatí al Millor Àlbum Tropical Tradicional “El Último Trago” 2010 Concha Buika.
- Premio Women Together 2011 Por Su Labor A La Divulgación Del Flamenco.
- Nominació al Grammy Millor Àlbum De World Music “ Traveller” 2013[6]
- Nominació a productor de l'Any als Grammy Llatí 2013.